# Lim
Lim (černohorský a srbsky: Лим, Lim) je řeka, která protéká územím Černé Hory, Albánie, Srbska a Bosny a Hercegoviny. Její délka je 220 km a je pravostranným a nejdelším přítokem řeky Drina.

## Název
Název řeky je nejasného původu.
Existují tři hypotézy o původu jejího jména:
- Albánský původ od slova lumë , což znamená řeka; hláskovými změnami je doloženo, že k přijetí mezi Slovany došlo nejspíše před 10. stoletím. Současný albánský název je potom přejat z jihoslovanských jazyků zpětně.
- Latinský původ odvozený od slova limes , což znamená hranice
- Keltský původ z kořene llyn nebo llym , což znamená nápoj nebo voda

## Průběh toku

### Černá Hora a Srbsko

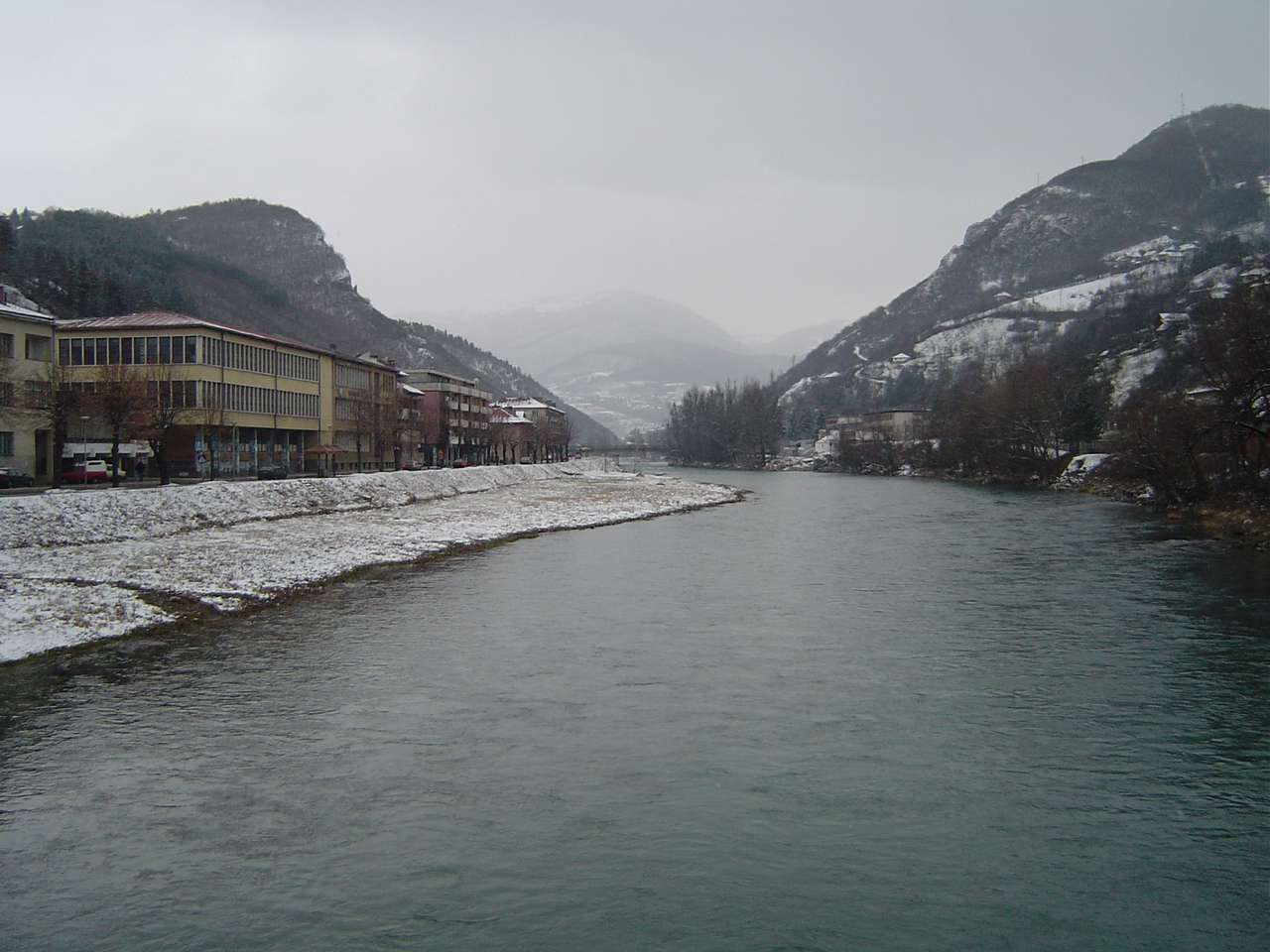
Lim protéká městem Prijepolje.

Lim pramení pod vrcholem Maglić v oblasti Kuči na východě Černé Hory, v těsné blízkosti albánských hranic pod názvem Vrmoša (albánsky Vërmosh). Zdrojnice se nachází v nadmořské výšce 999 m n. m. Jeho pramen je jen pár kilometrů od pramene řeky Tara, ale obě řeky směřují opačným směrem, Tara teče na severozápad a Vrmoša na východ a již po několika kilometrech přechází do Albánie (albánsky Lumi i Vërmoshit). Protéká pohořím Prokletije a vesnicí Vermosh, aby znovu vstoupil do Černé Hory pod názvem Grnčar. V městečku Gusinje přibírá říčku Vruje z pravé strany, pak pokračuje jako Ljuča ještě pár kilometrů do Plavského jezera, kde vytváří malou deltu. Dle některých zdrojů je začátkem toku Limu právě Plavské jezero.
Poté jeho tok pokračuje směrem na sever pod vysokými horami zvanými Visitor, zbývajících 197 km pod názvem Lim. Řeka zde volně meandruje, její údolí zahrnují lužní lesy, nacházejí se zde četné pláže, lokality oblíbené pro rybáře a člověkem nepříliš dotečná místa. Řeka prochází obcí Murino, pokračující přibližně na sever přes oblasti Vasojevići, Gornji Kolašin, Donji Kolašin a Komarani, Tivranskou soutěskou a městy Andrijevica, Berane, Bijelo Polje, Resnik a Nedakusi. Následně vstupuje na území Srbska mezi obcemi Dobrakovo a Gostun. Lim získává jako pravé přítoky Lješnicu (mezi obcemi Poda a Skakavac) a Bistrici (v blízkosti hranic) a jako levý přítok v blízkosti Bijelo Polje řeku Ljuboviđu.

### Srbsko a Bosna a Hercegovina

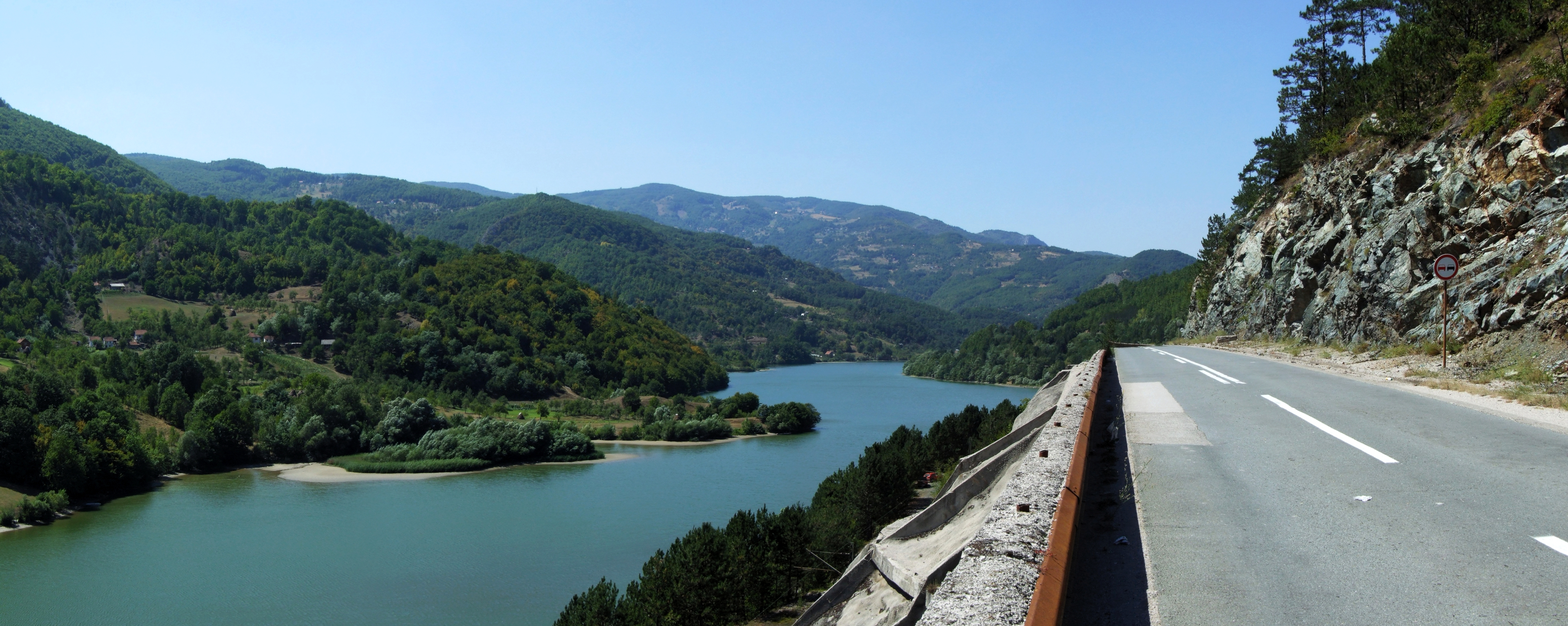
Přehrada Potpeć a silnice Prijepolje-Priboj

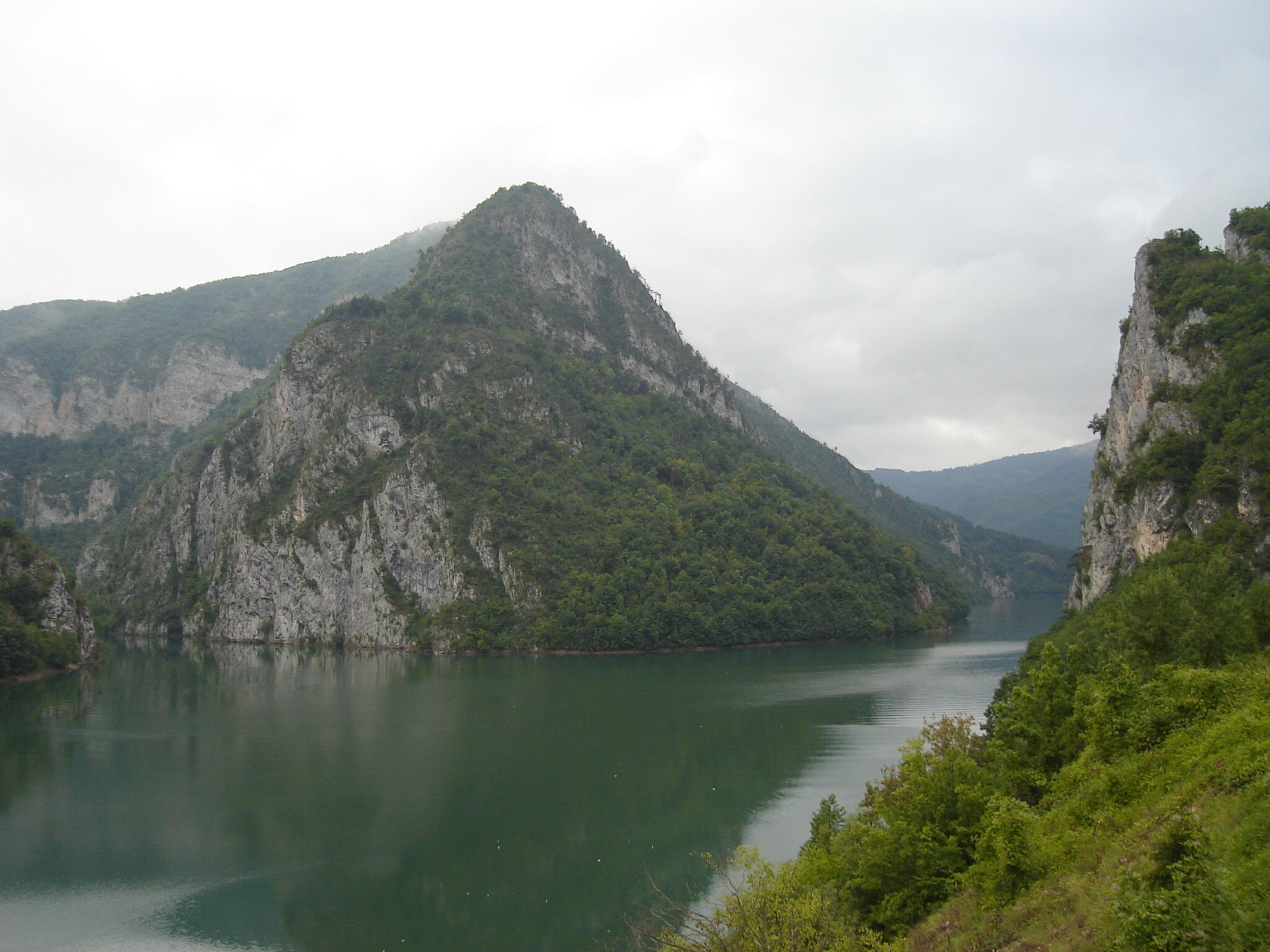
Ústí Limu do Driny

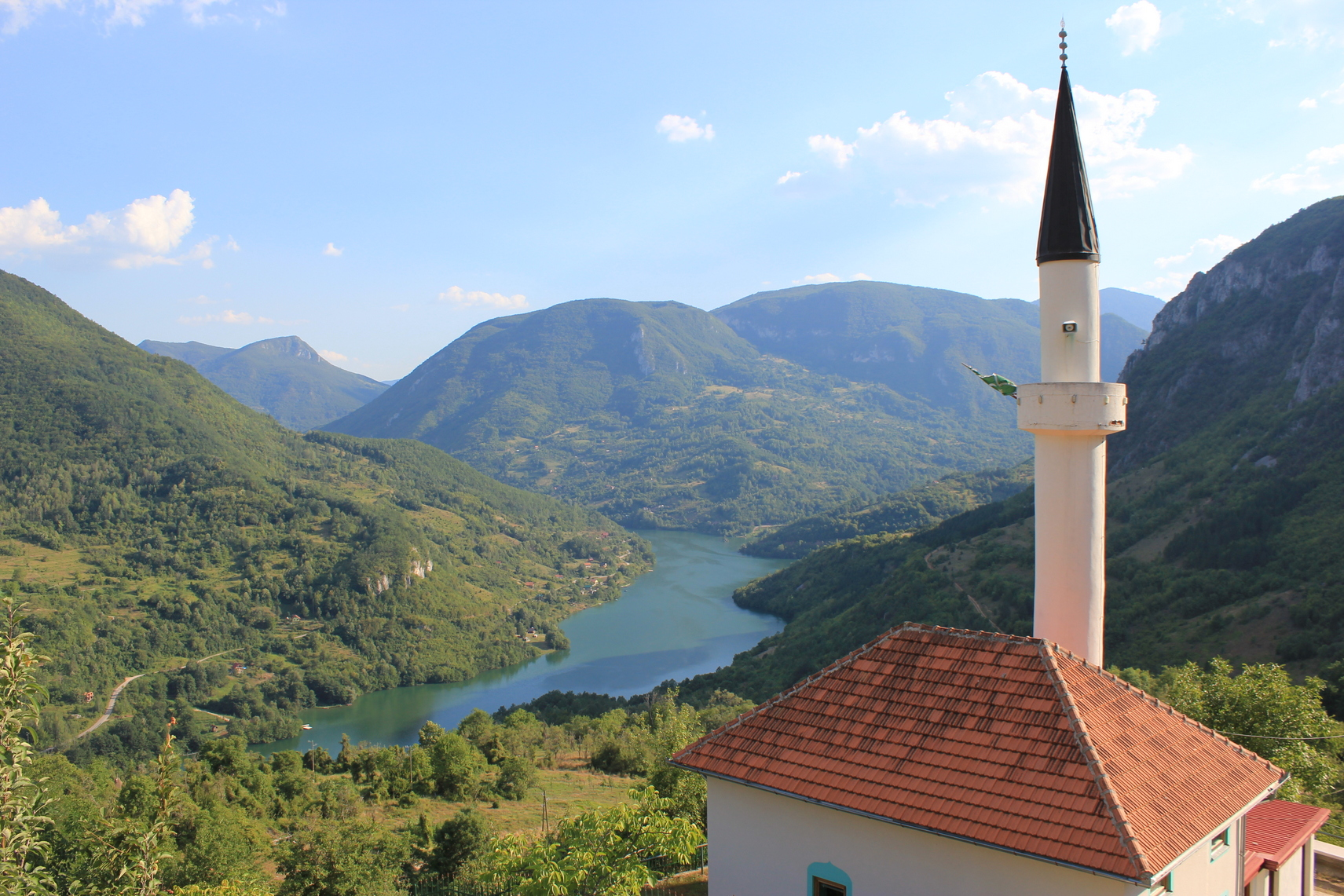
Pohled na řeku od vesnice Strmica.

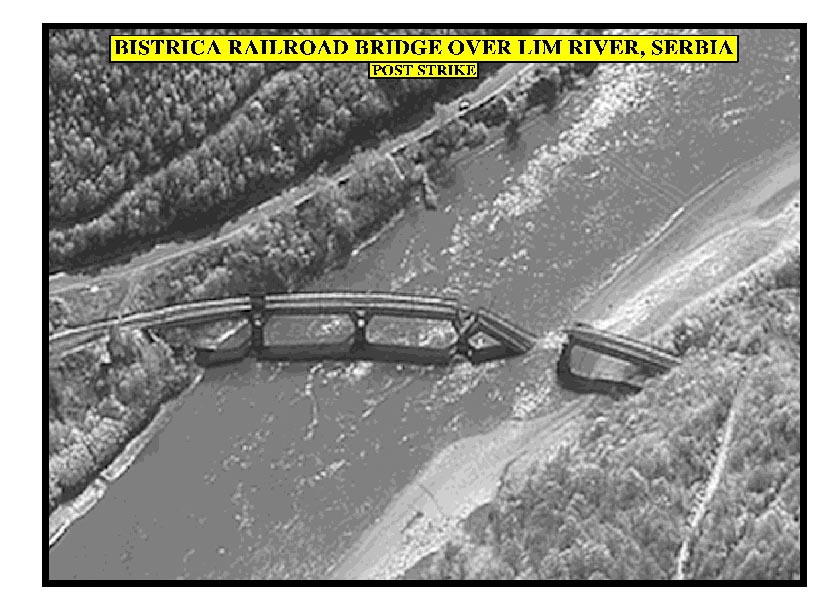
Stržený železniční most přes řeku Lim během bombardování Jugoslávie v roce 1999.

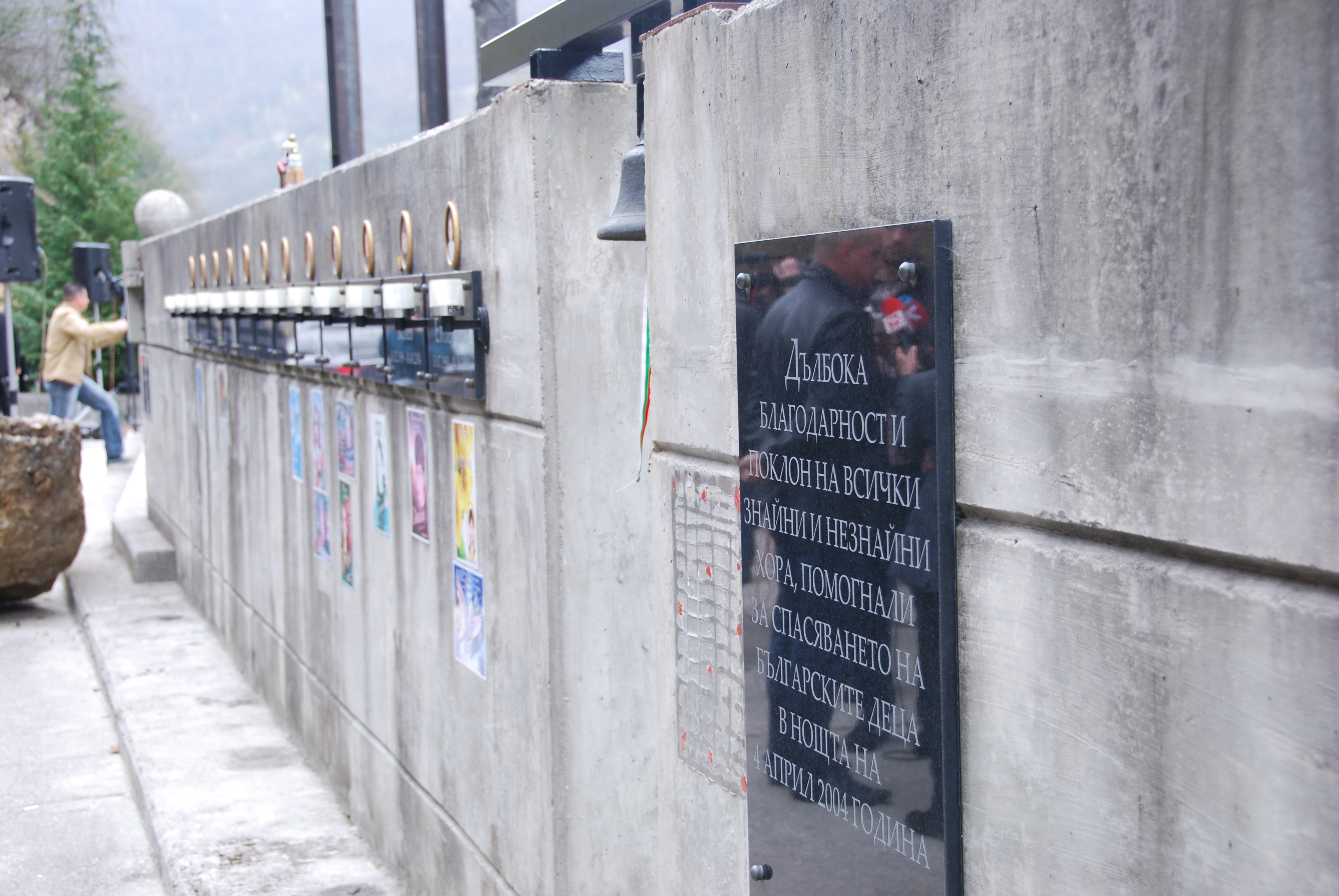
Památník dopravní nehody z roku 2004.

V hraniční oblasti se Lim vytváří dlouhou Kumanickou soutěsku (srbsky Kumanička klisura), a to mezi horami Lisa (v Černé Hoře) a Ozren (v Srbsku). Pokračuje mezi horami Jadovnik, Pobijenik a Zlatar, pak vede přes severní části oblasti Sandžak (nebo Rašská oblast). Proti proudu od Priboje je řeka přehrazena vodní elektrárnou Potpeć, čímž vytváří stejnojmennou přehradu, Potpeć. Následují vesnice Garčanica, Lučice a města Brodarevo, Prijepolje, Pribojska Banja a Priboj. Za Pribojem se stáčí k severozápadu a vstupuje na území Bosny a Hercegoviny, ale jen na několik kilometrů, když teče zpět do Srbska a pak znovu do Bosny v Rudo. V Bosně a Hercegovině Lim teče mezi pohořími Bić, Javorje a Vučevica z jihu a horou Varda ze severu před tím, než se vlévá do Driny u obce Međeđa. Nejnižší část řeky je zatopena přehradou Višegrad. Na svém ústí je řeka široká 90 metrů a 5 m hluboká.

## Historie
V době antiky zde žil kmen Ilyrů. Ve středověku byla oblast řeky Limu součástí středověkého srbského státu. Dodnes zde stojí řada středověkých klášterů (např. Klášter Kumanica). Význam údolí řeky byl klíčový již ve středověku a proto na okolních vrcholcích vznikla řada pevností, které měly strážit stezky v údolí Limu. 
Po příchodu Turků v 15. století bylo celé údolí řeky začleněno do této říše. V souvislosti s Berlínským kongresem byla opět řeka Lim rozdělena mezi několik států; Černou Horu a Osmanskou říši. Příchod Rakousko-Uherska do Bosny a Hercegoviny umožnil vznik železnice v limském údolí, jednalo se konkrétně o (dnes zaniklou) bosenskou východní dráhu. Dokončena zde byla roku 1906.
Současné hranice pocházejí z roku 1912, kdy po první balkánské válce bylo jedno z posledních evropských území Osmanské říše rozděleno mezi Srbsko a Turecko. Obnoveno bylo rozdělením Srbska a Černé Hory na dva státy v roce 2006.
Za druhé světové války probíhaly o údolí Limu tvrdé boje. Svoje útočiště zde měli partyzáni.
Po druhé světové válce byl podrobně studován hydroenergetický potenciál povodí Limu. Předpokládalo se, že na řece je možné vyrobit přes 2000 GWh. V roce 1952 byla předložena výstavba elektrárny v lokalitě Zaton, která nikdy ale nebyla nakonec postavena. Kromě toho se počítalo s výstavbou několika dalších elektráren, např. u města Berane nebo u Tivranské soutěsky. Ještě v roce 1974 černohorský plánovací ústav předpokládal zahájení výstavby vodní elektrány Andrijevica do roku 1989. Nakonec však bylo z plánů uskutečněno jen velmi málo a výstavba vodních elektráren byla odložena jako téma do 21. století.
Dne 4. dubna 2004 kolem 21.00 autobus vezoucí bulharské turisty (34 studentů a 16 dospělých) zpátky do svého města Svištov z výletu do Dubrovníku spadl a potopil se do řeky u srbské vesnice Gostun v blízkosti hranice s Černou Horou. Řidič ztratil kontrolu nad autobusem během zatáčení na horské silnici. Dvanáct dětí zemřelo a dalších 38 lidí bylo za pomoci místních obyvatel zachráněno. Oběti neštěstí dnes připomíná památník na místě tragédie. Řidič byl odsouzen k sedmi letům odnětí svobody, po odvolacím řízení byl tento trest snížen na čtyři roky.
V roce 2024 byl schválen plán regulace řeky, který počítá s výstavbou náspů a snížení rizik povodní na Limu.

## Úmoří a přítoky
Lim patří do povodí Černého moře přes Drinu, Savu a Dunaj. Jeho povodí pokrývá plochu 5 963 km2. Řeka je největším přítokem Driny.
Přibírá mnoho menších toků v Černé Hoře a Bosně a Hercegovině, nicméně nejdůležitější jsou jeho dva pravé přítoky v Srbsku, a to řeka Uvac, Poblačnica a řeka Mileševa.

## Údolí řeky/Polimlje
Úrodnému údolí řeky se říká Polimlje (srbsky Полимље), což znamená "údolí Limu". Představuje oblast kolem údolí řeky. Obdobným způsobem jsou označovány i některé další okolní regiony (např. Podriní – Podrinje). Skládá se z několika soutěsek a sníženin. Údolí je rozděleno do tří velkých částí: černohorské, Stari Vlah a bosenské.
Jde o důležitý zemědělský region, a to zejména díky pěstování ovoce a chovu zvířat. Průmysl není příliš významný (menší průmyslová centra jsou Berane, Bijelo Polje a Prijepolje), výjimkou je silně industrializované město Priboj. Navzdory potenciálu celá oblast Lim není rozvinutá a po celá desetiletí probíhá masivní vylidňování.

## Energetické využití
Na Limu se nachází několik větších a menších vodních elektráren. Mezi největší z nich patří Vodní elektrárna Potpeć u stejnojmenné vesnice. Dále zde stojí i Vodní elektrárna Bistrica. Ústí řeky do Driny zasahuje již do vzdutí vodní elektrárny Višegrad na řece Drině.
Kaskáda přehrad na řece Lim byla projektována a budována společně s drinskou kaskádou jako jeden rozsáhlý systém. Zrealizována byla nicméně jen část původního systému; zvažována byla výstavba až devíti vodních děl.

## Hydrologie
Řeka není regulovaná a průtok se mění v závislosti na ročním období. Nízký je v létě, naopak vyšší na jaře a nejvyšší na podzim, kdy v regionu často prší.
Podle údajů z měřící stanice ve městě Berane zde byl nejnižší průtok zaznamenán dne 20. srpna 1954, a to 8,16 m³/s, zatímco nejvyšší činil 864 m³/s a to dne 10. listopadu 1965.
Povodí řeky má plochu 5963 km² a tvoří 30 % povodí řeky Driny.

## Znečištění
Na horním toku je běžné znečištění především odpady a plasty. Situace je závažná především na toku od města Bijelo Polje níže. Časté jsou úhyny ryb, nálezy těžkých kovů v mase ryb apod. Znečištění ohrožuje rybářství, které patřilo tradičně k rozšířeným zdrojům obživy v regionu Polimí. Zdrojem znečištění je průmysl a vypouštění odpadních vod. Okolo řeky se nachází také téměř 300 nelegálních skládek.
Na řece byly umístěny stanice na měření kvality vody.
Historicky nicméně Lim patřil mezi nejčistější řeky Evropy.

## Spory
Po rozpadu Jugoslávie v letech 1991/92 začala řeka Lim několikrát překračovat hranici Srbska a Bosny. Několik srbských vesnic zůstalo fyzicky odříznuto od zbytku území republiky. Vlády v Bělehradě a Sarajevu navrhly výměnu území, ale nebylo dosaženo žádné dohody.
V roce 2012 byla diskutována výstavba vodní elektrárny v srbské části údolí u Brodareva, což vyvolalo reakci černohorské strany.

## Doprava
Údolí řeky Lim představuje přirozený dopravní koridor v severo-jižním směru, přesněji z Černé Hory do Bosny a Hercegoviny a do Srsbka. Vede jím několik silnic celostátního významu, včetně těch nejfrekventovanějších mezi Srbskem a Černou Horou. Trasa železnice zde prochází řadou tunelů. Při ústí řeky od obce Bistrica až po město Rudo na území Bosny a Hercegoviny vedou jen silnice regionálního významu.
V úseku Priboj až Bijelo Polje je vedena i železniční trať Bělehrad–Bar.
Řeka není splavná.